# Hystrichonychus hymenocleae
Hystrichonychus hymenocleae är en spindeldjursart som först beskrevs av Baker och James P. Tuttle 1972.  Hystrichonychus hymenocleae ingår i släktet Hystrichonychus och familjen Tetranychidae. Inga underarter finns listade i Catalogue of Life.